# Less Than Kind
Less Than Kind är en kanadensisk TV-serie som premiärsändes på den kanadensiska kanalen Citytv 14 oktober 2008. Serien kretsar kring Sheldon (Jesse Camacho), en 15-åring som växer upp i Winnipeg.